# Kungs
Kungs, artiestennaam van Valentin Brunel, is een Franse dj.

## Biografie
Brunel werd bekend in 2016 met het nummer This Girl, een samenwerking met de Australische groep Cookin' On 3 Burners. In Frankrijk en Duitsland bereikte de single de eerste plaats. Hij behaalde een toptiennotering in Zwitserland, België, Oostenrijk, Nederland en Italië. Ook heeft Kungs inmiddels een derde nummer uitgebracht, genaamd I Feel So Bad, in samenwerking met Ephemerals.

### Singles
| Single met eventuele hitnotering(en) in de Nederlandse Top 40 | Datum van verschijnen | Datum van binnenkomst | Hoogste positie | Aantal weken | Opmerkingen                                           |
| ------------------------------------------------------------- | --------------------- | --------------------- | --------------- | ------------ | ----------------------------------------------------- |
| This Girl                                                     | 2016                  | 14-05-2016            | 3               | 24           | met Cookin' On 3 Burners / Nr. 3 in de Single Top 100 |
| Don't You Know                                                | 2016                  | 03-09-2016            | tip9            | -            | met Jamie N Commons                                   |
| More Mess                                                     | 2017                  | 12-08-2017            | tip12           | 5            | met Olly Murs & Coely                                 |
| Never Going Home                                              | 2021                  | 10-07-2021            | 8               | 16           | Nr. 20 in de Single Top 100                           |
| Lipstick                                                      | 2021                  | 30-10-2021            | tip2            | 6            |                                                       |
| Substitution                                                  | 2023                  | 01-04-2023            | 16              | 9            | met Purple Disco Machine                              |

| Single met hitnotering(en) in de Vlaamse Ultratop 50 | Datum van verschijnen | Datum van binnenkomst | Hoogste positie | Aantal weken | Opmerkingen              |
| ---------------------------------------------------- | --------------------- | --------------------- | --------------- | ------------ | ------------------------ |
| This Girl                                            | 2016                  | 14-05-2016            | 3               | 25           | met Cookin' On 3 Burners |
| Don't You Know                                       | 2016                  | 29-10-2016            | 33              | 10           | met Jamie N Commons      |
| I Feel So Bad                                        | 2016                  | 04-02-2017            | 43              | 4            | met Ehpemerals           |
| More Mess                                            | 2017                  | 12-08-2017            | tip1            | -            | met Olly Murs & Coely    |
| Be Right Here                                        | 2018                  | 07-07-2018            | tip             | -            | met Stargate en GOLDN    |
| Paris                                                | 2019                  | 14-12-2019            | tip             | -            |                          |
| Never Going Home                                     | 2021                  | 17-07-2021            | 5               | 31           |                          |
| Subtitution                                          | 2023                  | 04-08-2023            | 10              | 9            | met Purple Disco Machine |

- Gemeinsame Normdatei: 1118512464
- International Standard Name Identifier: 0000 0004 5967 9572
- Library of Congress Control Number: no2016158380
- MusicBrainz: a125cd83-a379-4935-a7ec-beaa778bad70
- Réseau des bibliothèques de Suisse occidentale: 02-A027211046
- Virtual International Authority File: 14147093651325001003
- WorldCat: E39PBJkT6gbWcbwmD3hhFTB773